# Atlas of Genetics and Cytogenetics in Oncology and Haematology
Der Atlas of Genetics and Cytogenetics in Oncology and Haematology („Atlas der Genetik und Zytogenetik in Onkologie und Hämatologie“) ist eine internetbasierte online-Ressource, Enzyklopädie und Datenbank für die Genetik maligner Erkrankungen.

## Geschichte
Der Atlas wurde 1997 durch den französischen Genetiker Jean-Loup Huret (Centre hospitalier universitaire de Poitiers), der den Atlas bis heute (2019) wissenschaftlich betreut, gegründet. Ziel des Projektes war es, eine frei zugängliches online-Datenbank für zytogenetische und genetische Veränderungen in Tumoren aufzubauen.
In den Atlas wurden Beiträge zu Genen, Chromosomenaberrationen und genetischen Syndromen, die für Krebserkrankungen von Relevanz sind, aufgenommen. Die Beiträge wurden von verschiedenen Wissenschaftlern geschrieben. Eingereichte Beiträge werden einem Peer-Review-Verfahren unterzogen, bevor sie veröffentlicht werden. Der Atlas fungiert auch als Online-Open-Access-Zeitschrift (ISSN 1768-3262). Alle Beiträge werden durchweg auf Englisch verfasst.
Mit Stand Ende 2012 enthielt der Atlas Artikel zu 1135 Genen, 503 hämatologischen und 117 soliden Tumorerkrankungen, sowie zu 104 Genen, die bei der Prädisposition für Krebserkrankungen eine Rolle spielen. Außerdem enthielt er „automatisierte Karten“ zu 8190 Genen, die potentiell bei Krebserkrankungen eine Rolle spielen. Diese „automatisierten Karten“ wurden bioinformatisch ohne Peer-Review durch Filterung und Kompilation von Informationen aus anderen Datenbanken erzeugt. Ziel ist es, für alle ca. 30.000 Gene des menschlichen Genoms eine automatische Karte bereitzustellen.
Für den Fortbestand und die Weiterentwicklung ist der Atlas auf Spenden von Privatpersonen und wissenschaftlichen Vereinigungen angewiesen.